# Слободка (Николаевская область)
Слободка (укр. Слобідка) — село в Казанковском районе Николаевской области Украины.
Основано в качестве еврейской земледельческой колонии.
Население по переписи 2001 года составляло 4 человека. Телефонный код — 5164.

## История
В 1946 году указом ПВС УССР село Фрайдорф переименовано в Слободку.

## Местный совет
56010, Николаевская обл., Казанковский р-н, с. Кашировка, ул. Алхимова, 2